# Gładysze
Gładysze (en allemand : Schlodien) est un village polonais de la voïvodie de Varmie-Mazurie, dans le powiat de Braniewo.

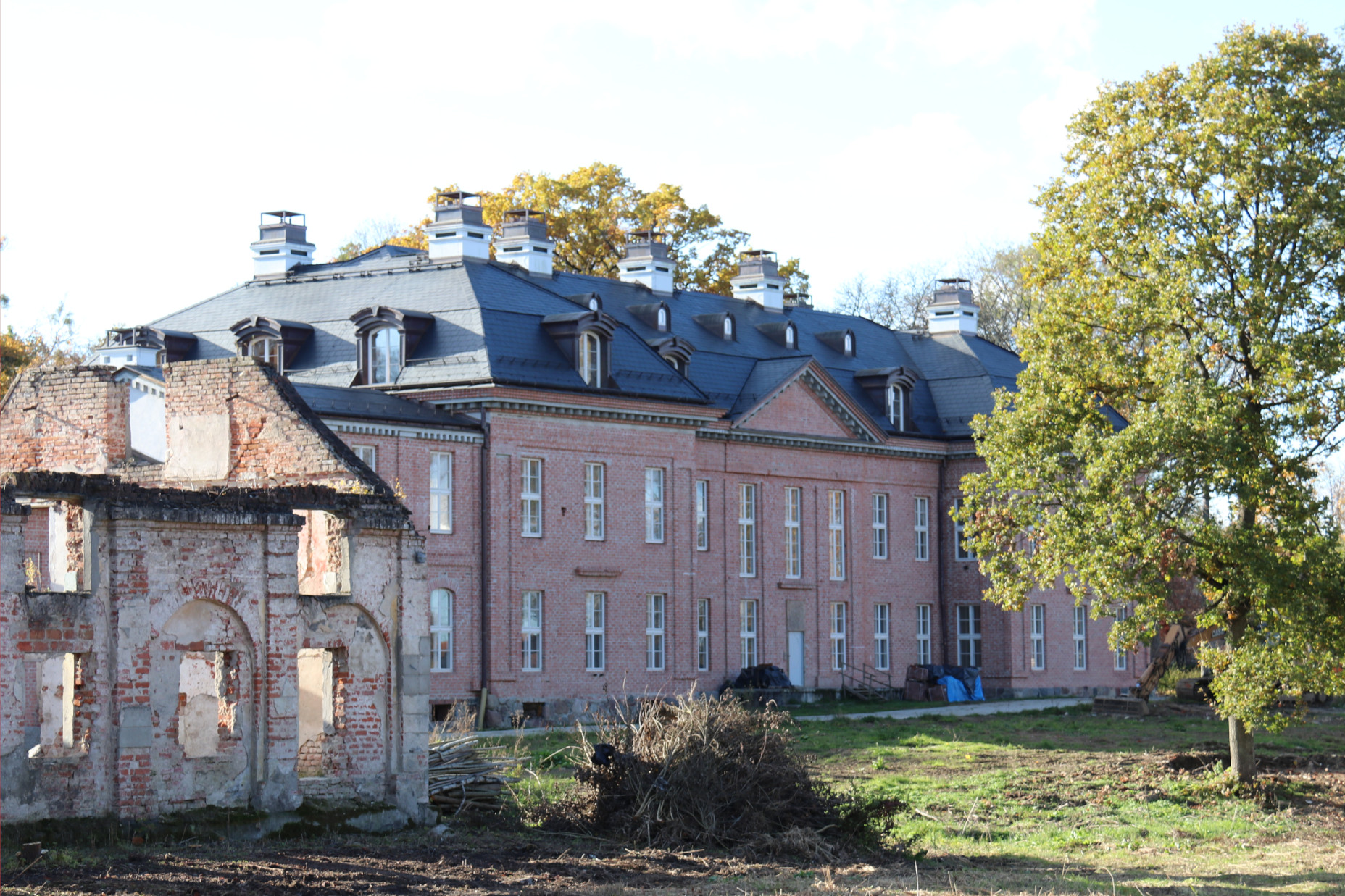
Palace Schlodien, reconstruction 2024

## Géographie
Le village se situe sur la rive de la Pasłęka, dans la région historique de Prusse-Orientale. Il se trouve à mi-chemin entre les villes de Młynary et Orneta.

## Histoire

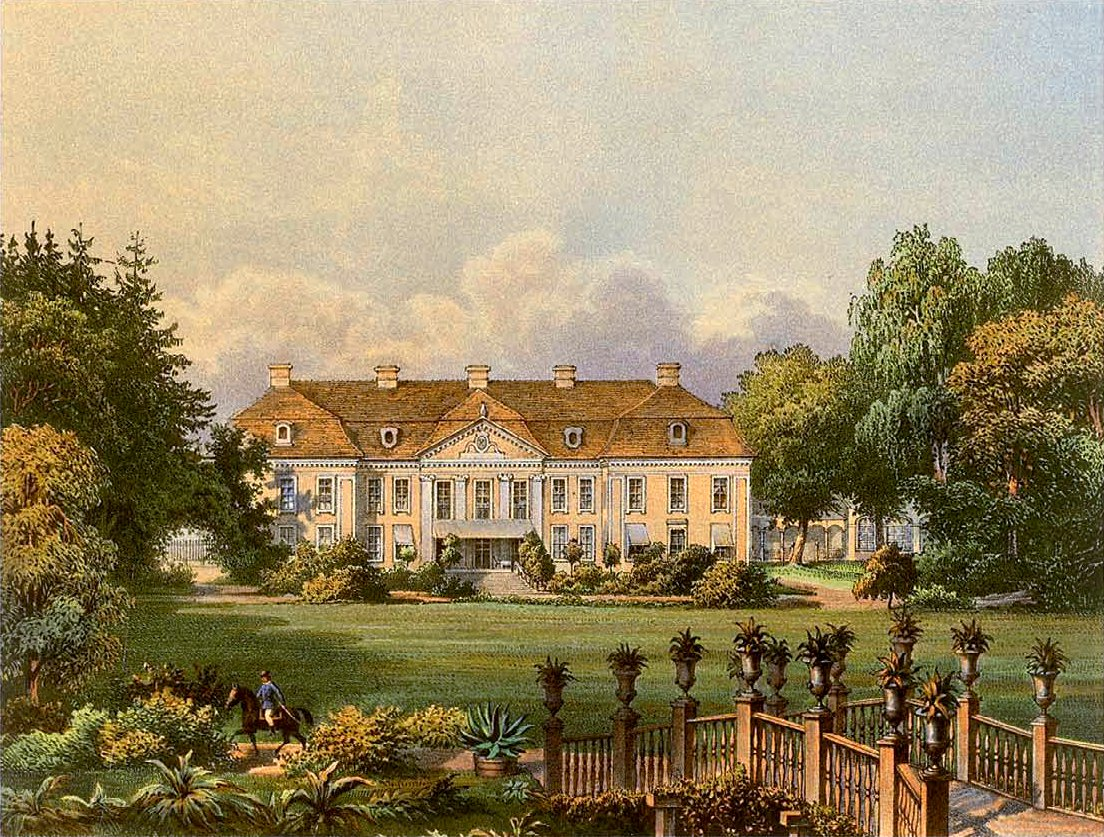
Vue du château vers 1860, (collection Alexander Duncker).

La localité de Schloydien, située dans l'ancienne région des Pogésaniens, fut mentionnée pour la première fois en 1267, lorsqu'elle faisait partie de l'État teutonique. En 1643, le manoir a été acquis par la noble famille de Dohna.
Christophe Ier de Dohna-Schlodien (1665–1733), général prussien, hérite de la propriété en 1688 ; il fit construire le château baroque de Schlodien de 1701 à 1704. Il bénéficiait de l'appui du roi Frédéric Ier qui a favorisé la construction des « châteaux royaux » de Prusse-Orientale, dont également les palais de Friedrichstein, Dönhoffstädt, Finckenstein, Schlobitten et Capustigall.  
Jusqu'en 1945, le village fait partie de l'arrondissement de Preußisch Holland (de) dans le district de Königsberg au sein de la province de Prusse-Orientale. La région fut conquise par l'Armée rouge vers la fin de la Seconde Guerre mondiale et rattachée à la république de Pologne. La population germanophone restante fut expulsée. Le château fut pillé et délaissé ; il fut gravement endommagé par un incendie en 1986. Des travaux ont été engagés pour reconstruire le palais.  

## Personnalités
- Christophe Ier de Dohna-Schlodien (1665-1733), général prussien.
- Christophe II de Dohna-Schlodien (1702-1762), général prussien.